# ゼロスペース
| 専門評論家によるレビュー | 専門評論家によるレビュー |
| レビュー・スコア         | レビュー・スコア         |
| 出典                     | 評価                     |
| ------------------------ | ------------------------ |
| Allmusic                 | [ 1 ]                    |

『ゼロスペース』（Zerøspace）は、キドニーシーヴスが2002年3月26日に発表した2作目のアルバム。
パッツィー・クラインの「クレイジー」のカバーを収録しているが、映画『チャイルド・プレイ』のサウンドトラックに収録されたものとは多少アレンジが異なる。
収録曲「ビフォア・アイム・デッド」は、2002年の映画『クイーン・オブ・ザ・ヴァンパイア』で使用された。

## 収録曲
| 全作詞・作曲: キドニーシーヴス（#11を除く）。 |                                                                       |                               |                               |      |
| #                                             | タイトル                                                              | 作詞                          | 作曲・編曲                    | 時間 |
| 1.                                            | 「ビフォア・アイム・デッド」(Beføre I'm Dead)                         | キドニーシーヴス（#11を除く） | キドニーシーヴス（#11を除く） | 4:36 |
| 2.                                            | 「ゼロスペース」(Zerøspace)                                           | キドニーシーヴス（#11を除く） | キドニーシーヴス（#11を除く） | 3:50 |
| 3.                                            | 「アーセナル」(Arsenal)                                               | キドニーシーヴス（#11を除く） | キドニーシーヴス（#11を除く） | 5:14 |
| 4.                                            | 「モルテン」(Mølten)                                                  | キドニーシーヴス（#11を除く） | キドニーシーヴス（#11を除く） | 0:51 |
| 5.                                            | 「ブラック・ブリット」(Black Bullet)                                  | キドニーシーヴス（#11を除く） | キドニーシーヴス（#11を除く） | 4:08 |
| 6.                                            | 「ディスクレイシア」(Dyskrasia)                                       | キドニーシーヴス（#11を除く） | キドニーシーヴス（#11を除く） | 4:21 |
| 7.                                            | 「スパンク」(Spank)                                                   | キドニーシーヴス（#11を除く） | キドニーシーヴス（#11を除く） | 4:20 |
| 8.                                            | 「グリッター・ガール」(Glitter Girl)                                  | キドニーシーヴス（#11を除く） | キドニーシーヴス（#11を除く） | 4:15 |
| 9.                                            | 「セリーン・ドリーム」(Serene Dream)                                  | キドニーシーヴス（#11を除く） | キドニーシーヴス（#11を除く） | 3:36 |
| 10.                                           | 「アンゼロ」(Amnzerø)                                                 | キドニーシーヴス（#11を除く） | キドニーシーヴス（#11を除く） | 2:07 |
| 11.                                           | 「クレイジー」(Crazy)                                                 | キドニーシーヴス（#11を除く） | キドニーシーヴス（#11を除く） | 3:18 |
| 12.                                           | 「プラシーボ」(Placebø)                                               | キドニーシーヴス（#11を除く） | キドニーシーヴス（#11を除く） | 6:39 |
| 13.                                           | 「テイク・ア・トレイン [アウェイクニング]」(Take A Train [Awakening]) | キドニーシーヴス（#11を除く） | キドニーシーヴス（#11を除く） | 2:21 |

## パーソネル
- エグゼクティブ・プロデューサー – YOSHIKI